# Ceriselma methneri
Ceriselma methneri is een keversoort uit de familie van oliekevers (Meloidae). De wetenschappelijke naam van de soort is voor het eerst geldig gepubliceerd in 1942 door Borchmann.